# Lewes
Lewes este un oraș și un district nemetropolitan în Regatul Unit, reședința comitatului East Sussex, regiunea South East, Anglia. Districtul are o populație de 93.900 locuitori, din care aproximativ 16.000 locuiesc în orașul propriu zis Lewes.

## Orașe din cadrul districtului
- Lewes
- Newhaven
- Peacehaven
- Seaford